# Rośliny akwariowe

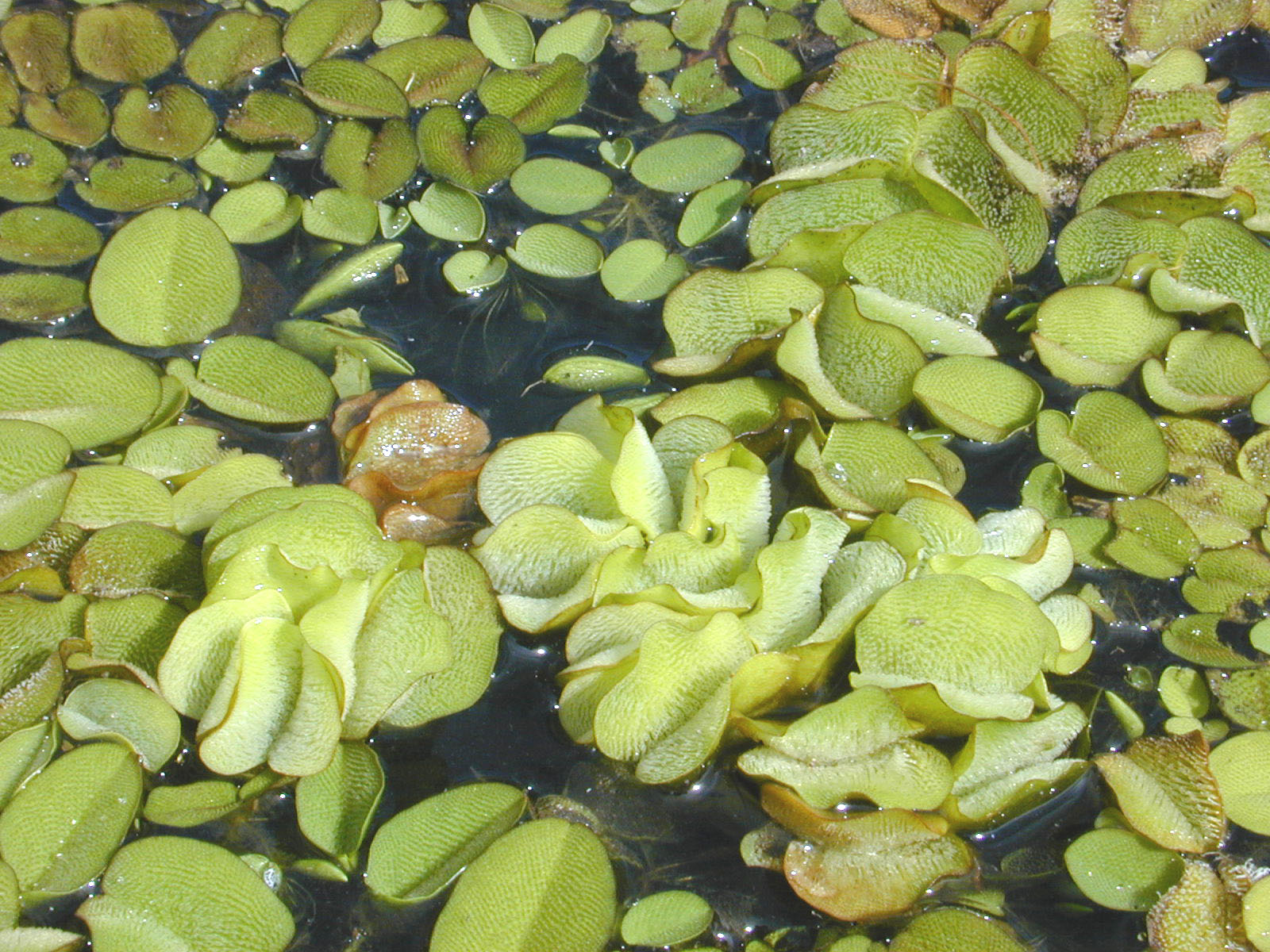
Salwiniowate – Salvinia molesta

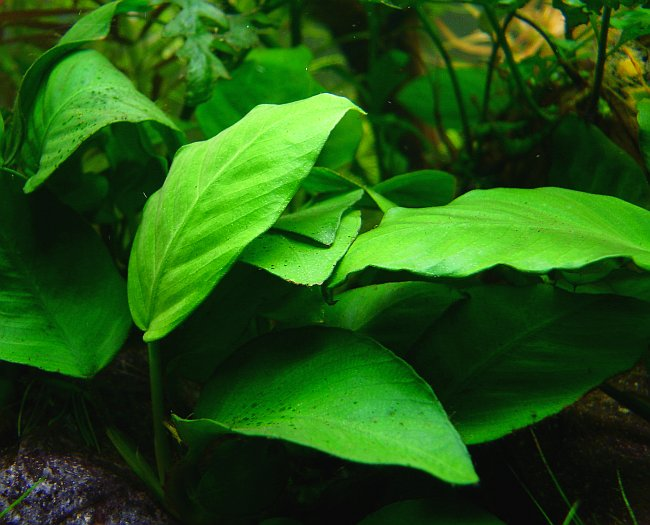
Anubias barteri var. glabra

Rośliny akwariowe – ogólna nazwa grupy roślin, które mogą być hodowane w akwariach, terrariach i paludariach. Rośliny te pochodzą z mokrych biotopów (najczęściej rośliny wodne – hydrofity, rzadziej bagienne – hygrofity), zwykle ze strefy tropikalnej i subtropikalnej. Hodowane głównie jako rośliny ozdobne (zielone, czasem czerwone liście o różnorodnych kształtach, rzadziej kwiaty). W akwariach pełnią również funkcje wpływające na poprawę parametrów wody poprzez jej dotlenianie i filtrowanie (zobacz: cykl azotowy), stanowią konkurencję dla niepożądanych glonów, kryjówki, a czasem uzupełnienie pokarmu dla hodowanych zwierząt, a dla niektórych gatunków – miejsce rozrodu (zobacz: tarło). Wśród bardzo dużej liczby gatunków roślin akwariowych znajdują się rośliny charakteryzujące się szybkim wzrostem, rośliny wybitnie światłolubne (heliofity) oraz takie, które dobrze radzą sobie w stosunkowo ciemnych, słabo doświetlonych zbiornikach (skiofity). Niektóre gatunki obrastają korzenie lub skały, inne tworzą gęste skupiska. Odrębną grupę tworzą rośliny pływające, które są niezbędne dla niektórych gatunków ryb. 
Do najbardziej popularnych w Polsce gatunków należą, między innymi:
- kabomba wodna (Cabomba aquatica),
- pistia rozetkowa (Pistia stratiotes),
- rogatek sztywny (Ceratophyllum demersum),
- różdżyca rutewkowata, paproć wodna, paprotka (Ceratopteris thalictroides),
- wgłębka wodna, wgłębka pływająca, mech wodny (Riccia fluitans)

oraz gatunki z rodzajów:
- kryptokoryna (Cryptocoryne),
- moczarka (Elodea),
- nurzaniec (Vallisneria),
- anubias (Anubias),
- żabienica (Echinodorus).

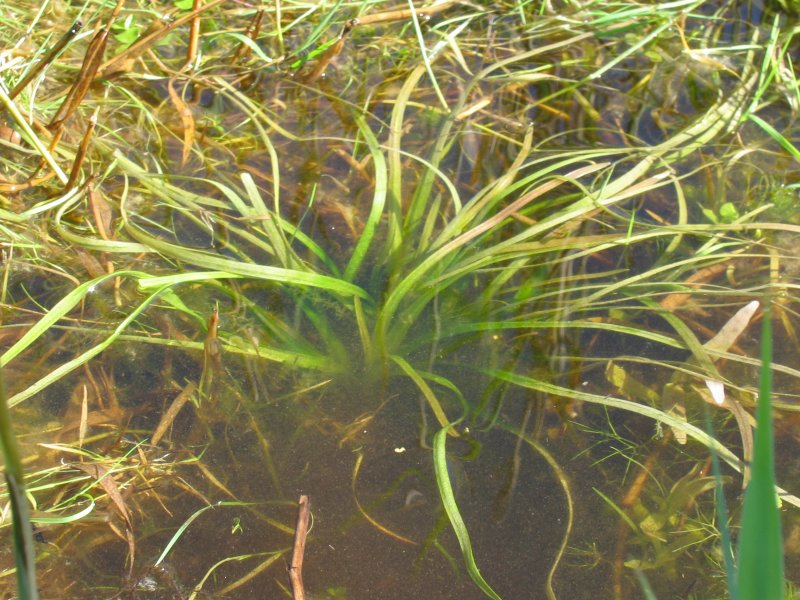
Żabienica jaskrowata

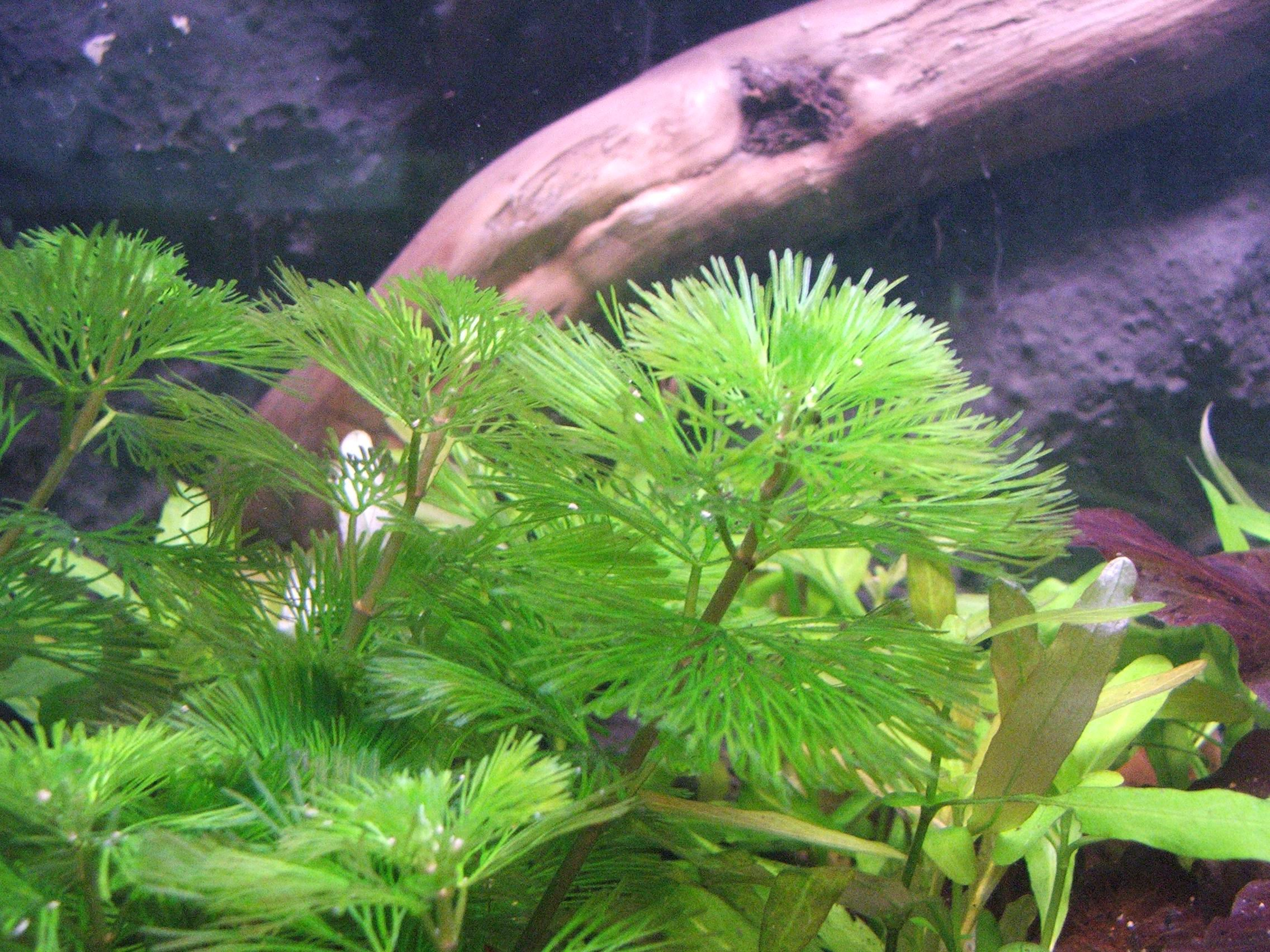
Kabomba wodna

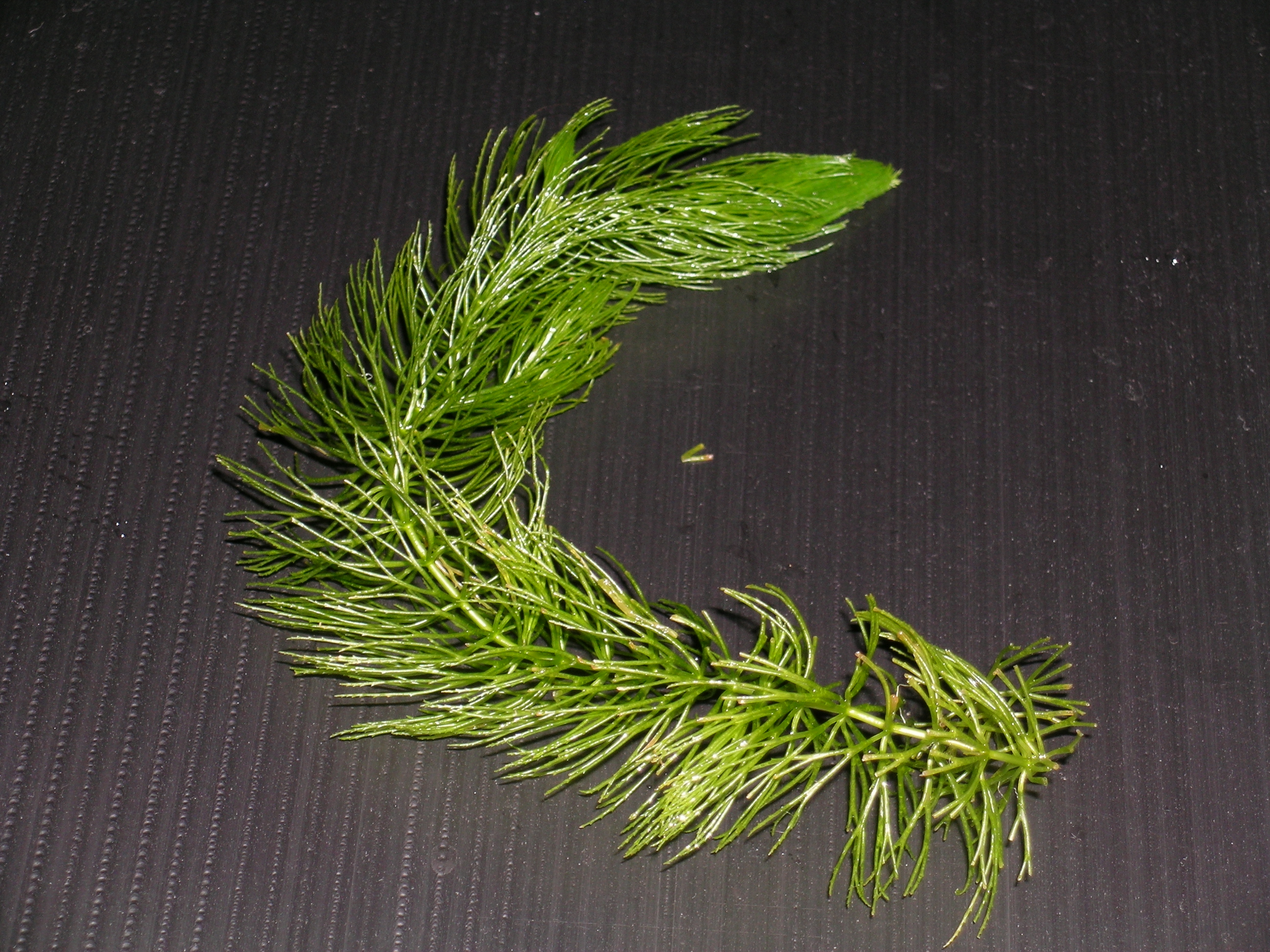
Rogatek sztywny

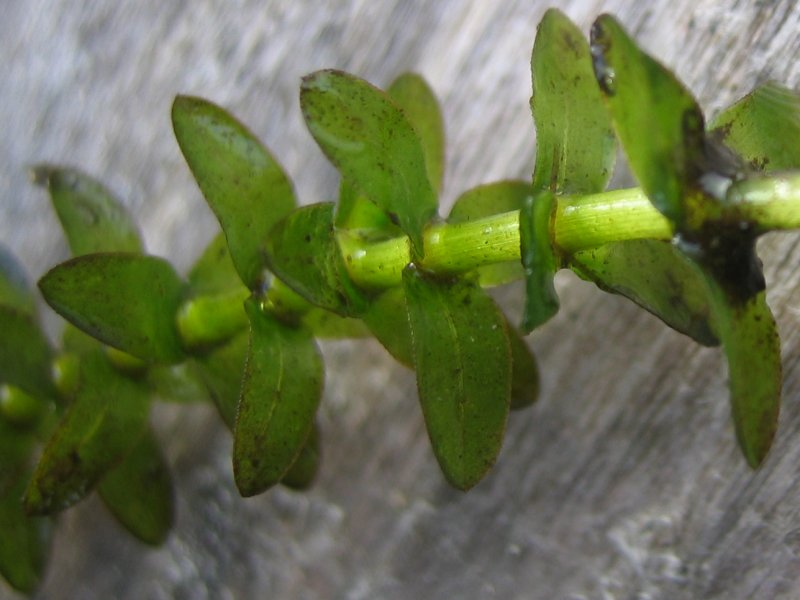
Moczarka kanadyjska

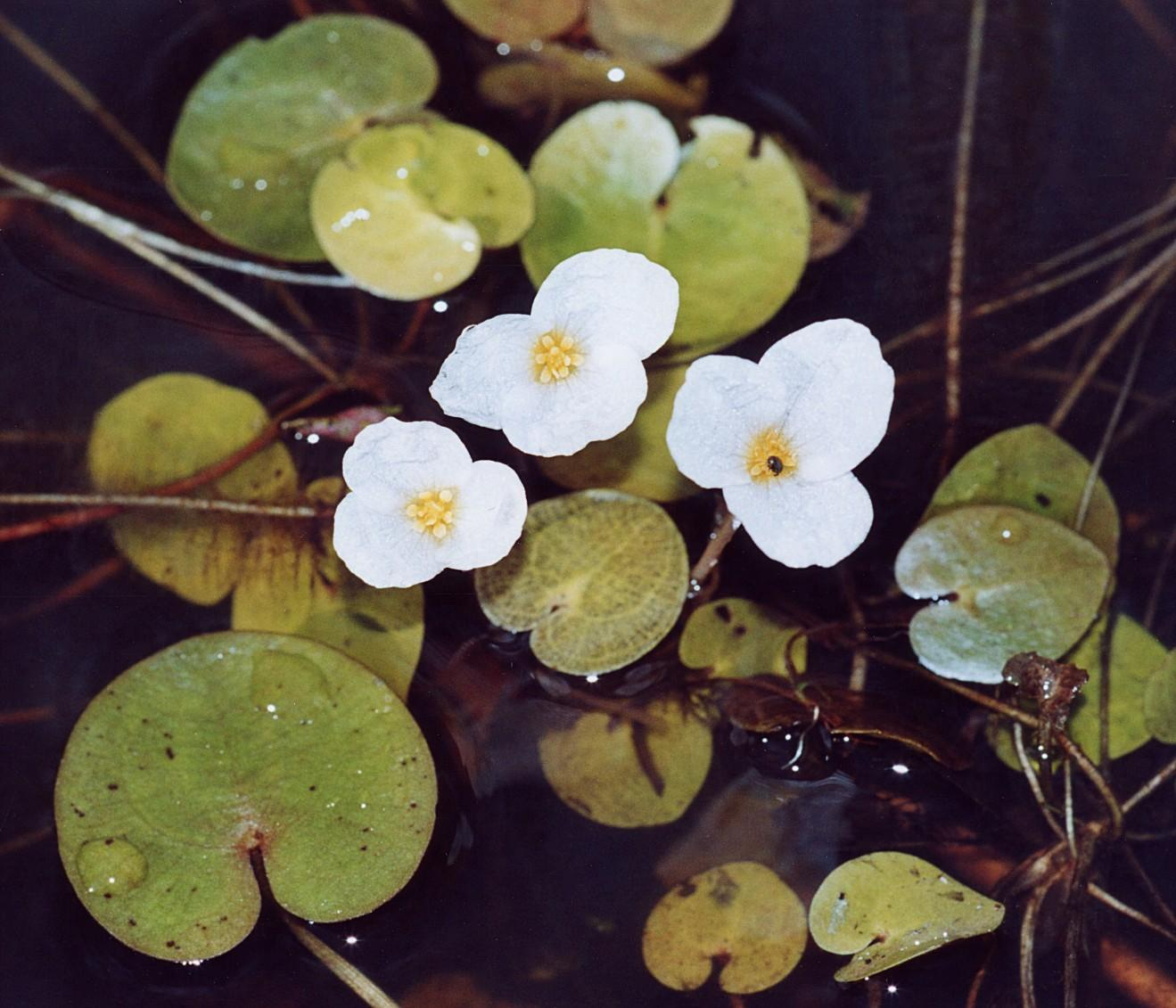
Żabiściek pływający

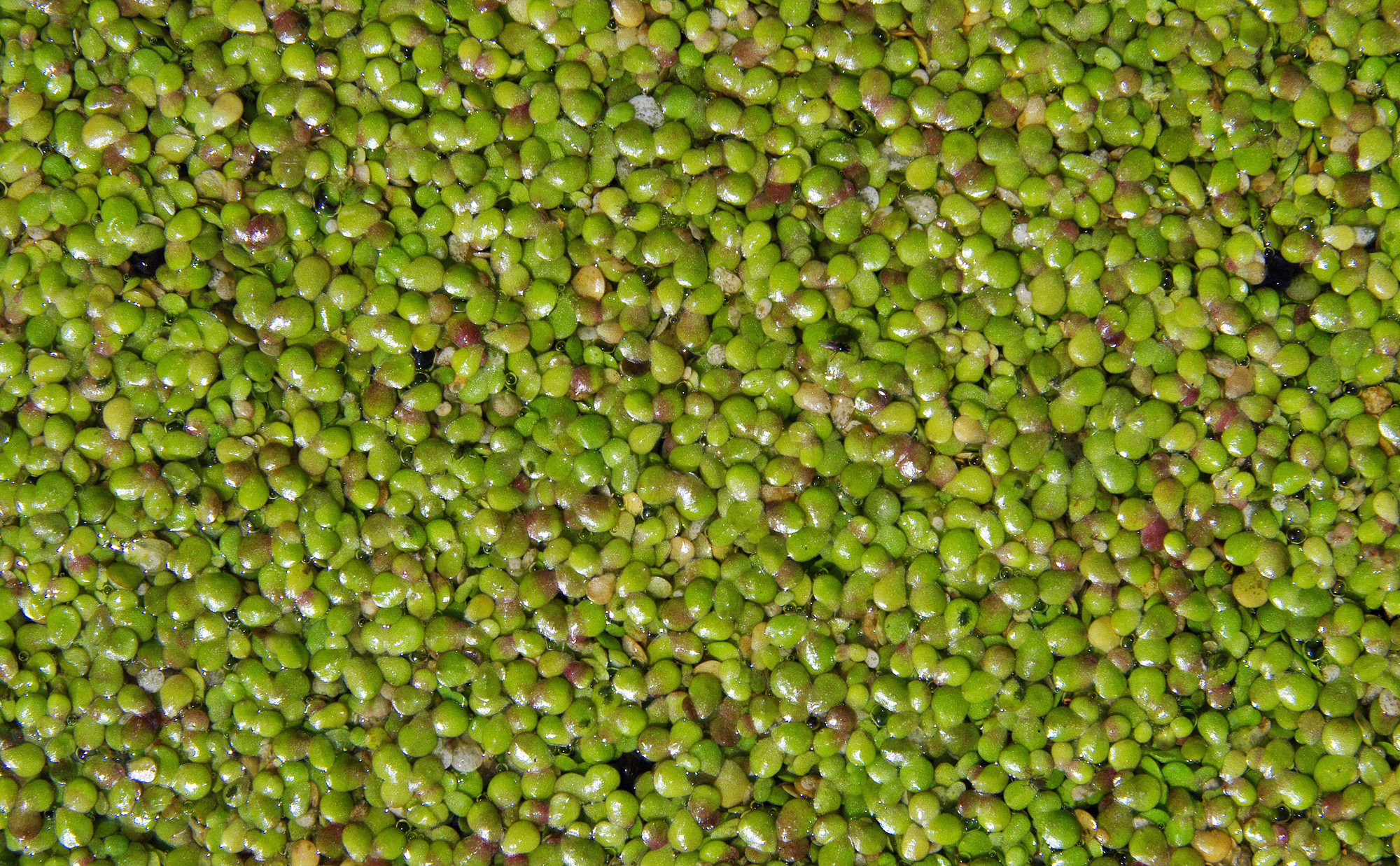
Rzęsa garbata

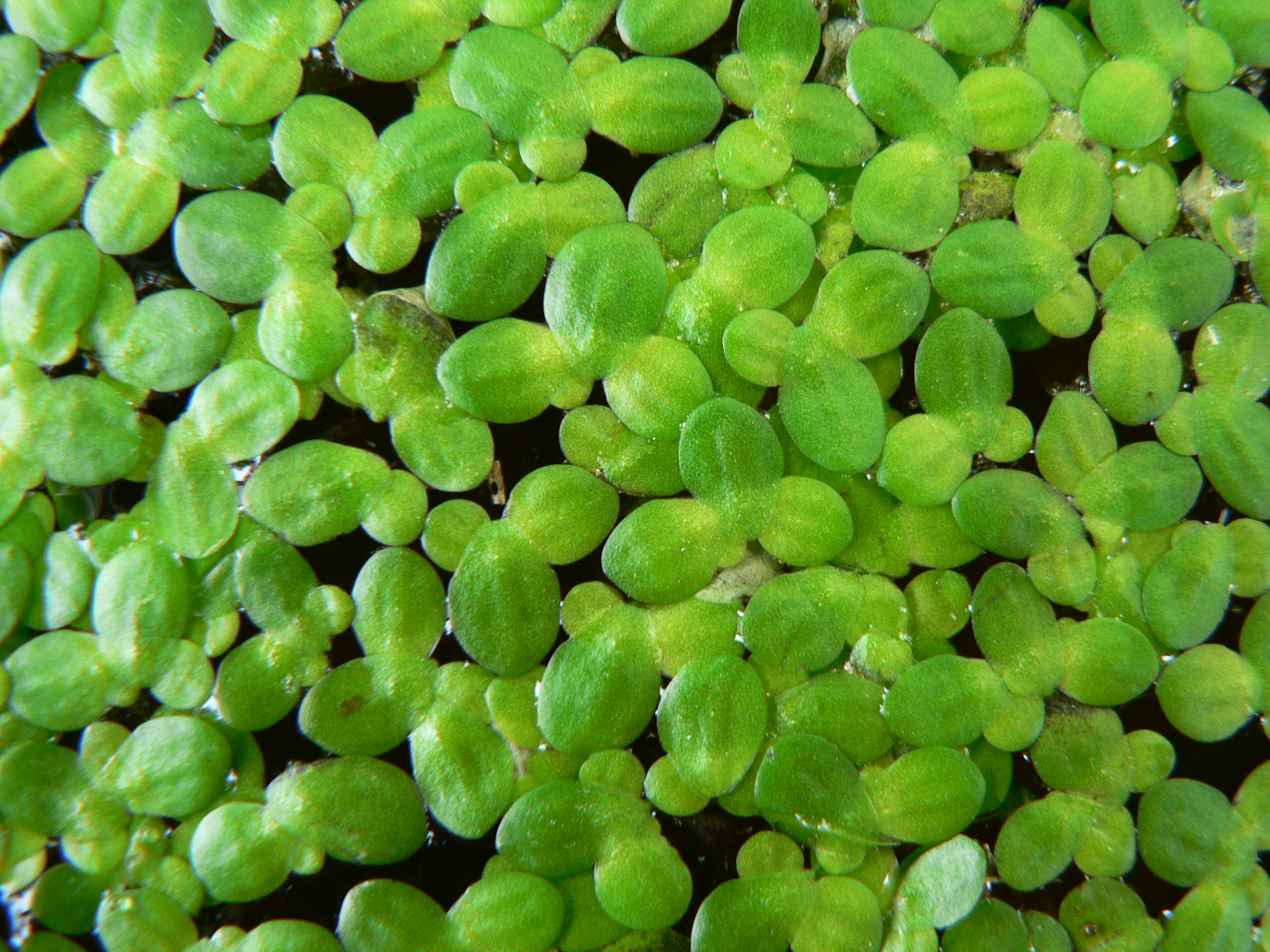
Rzęsa drobna

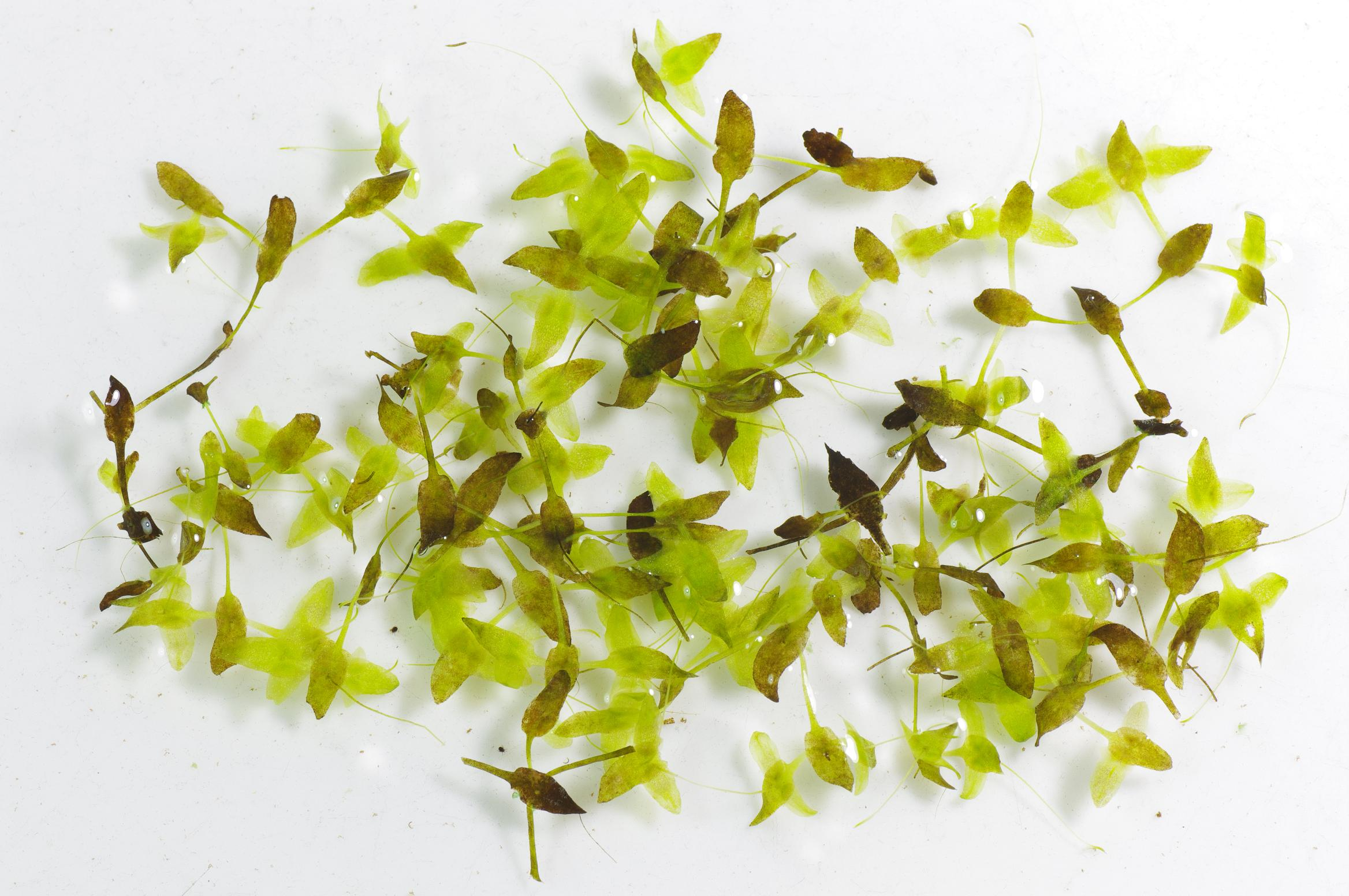
Rzęsa trójrowkowa

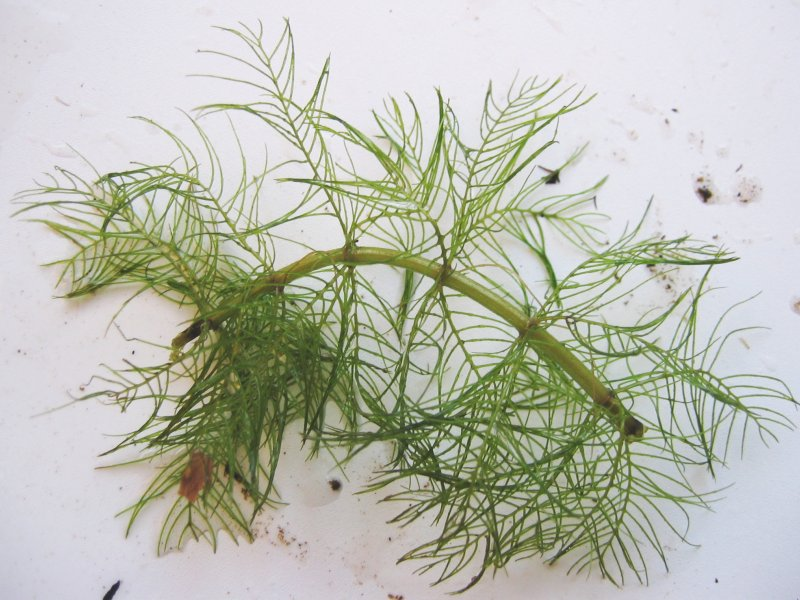
Wywłócznik okółkowy

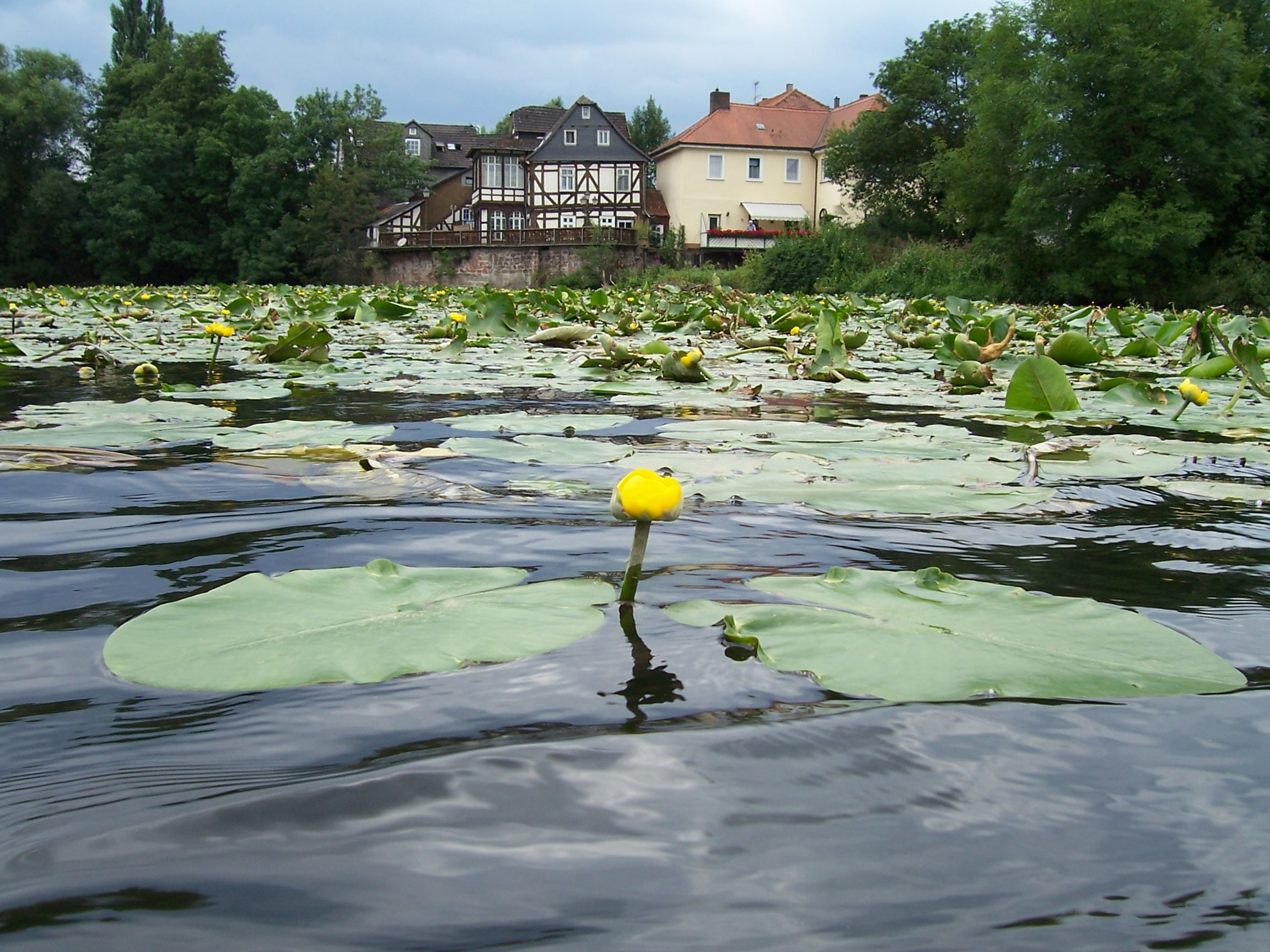
Grążel żółty

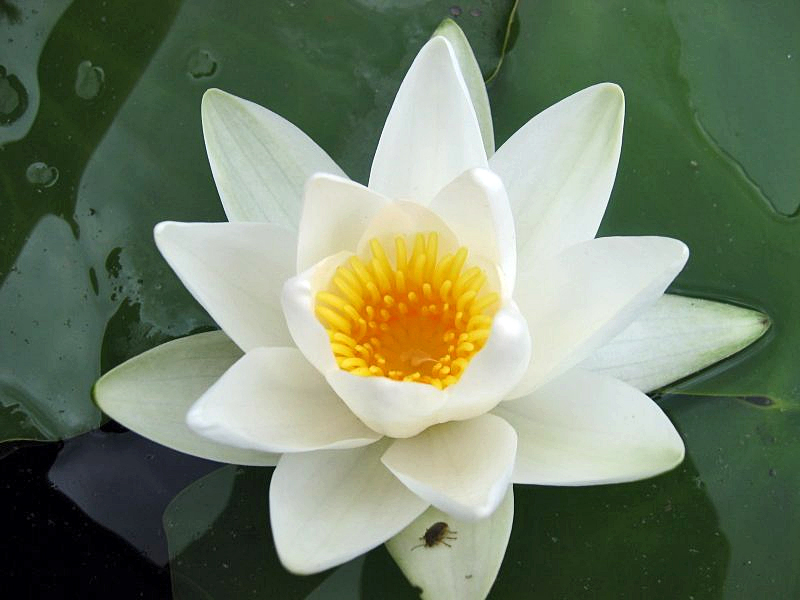
Grzybienie białe

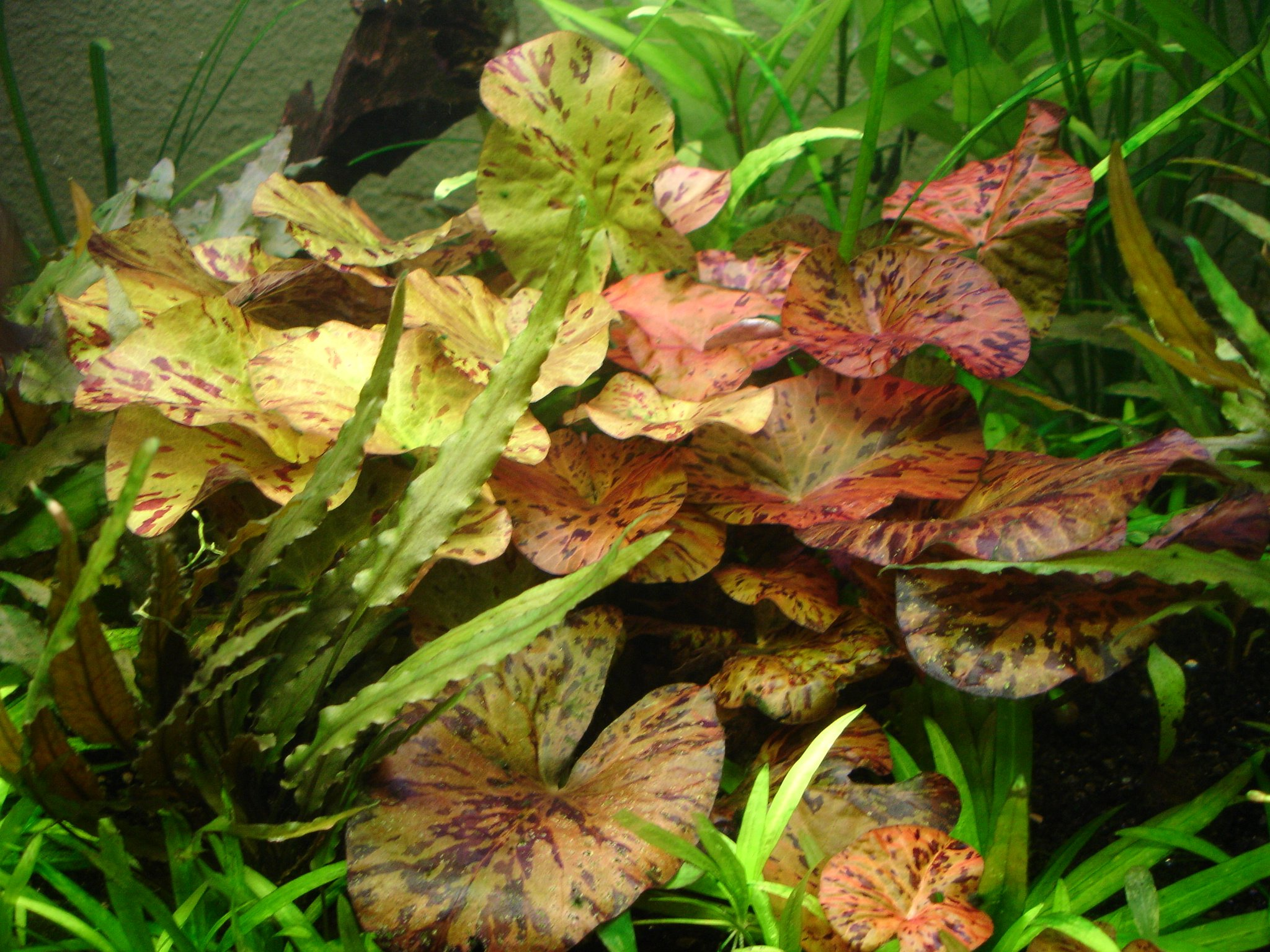
Grzybienie egipskie

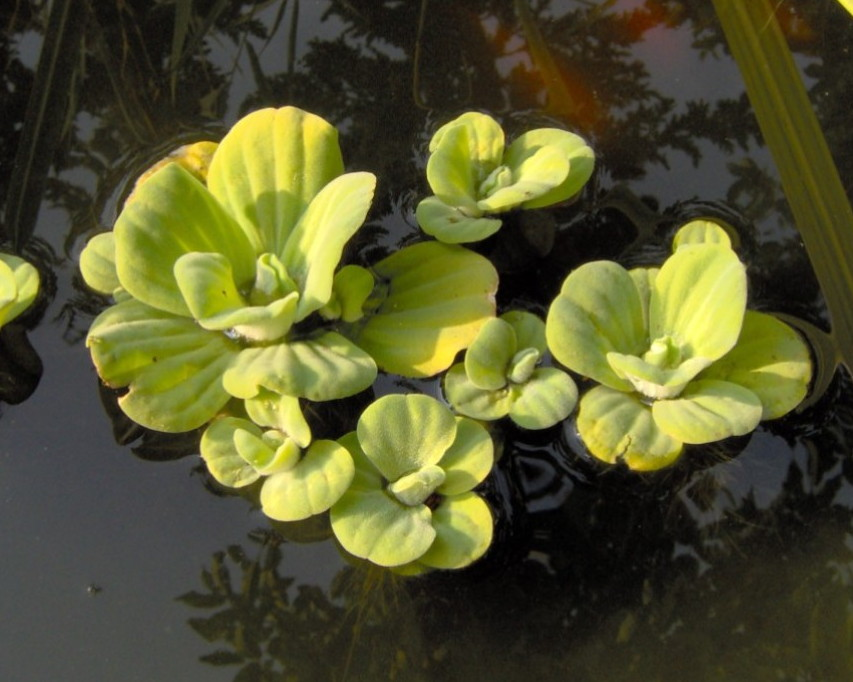
Pistia rozetkowa

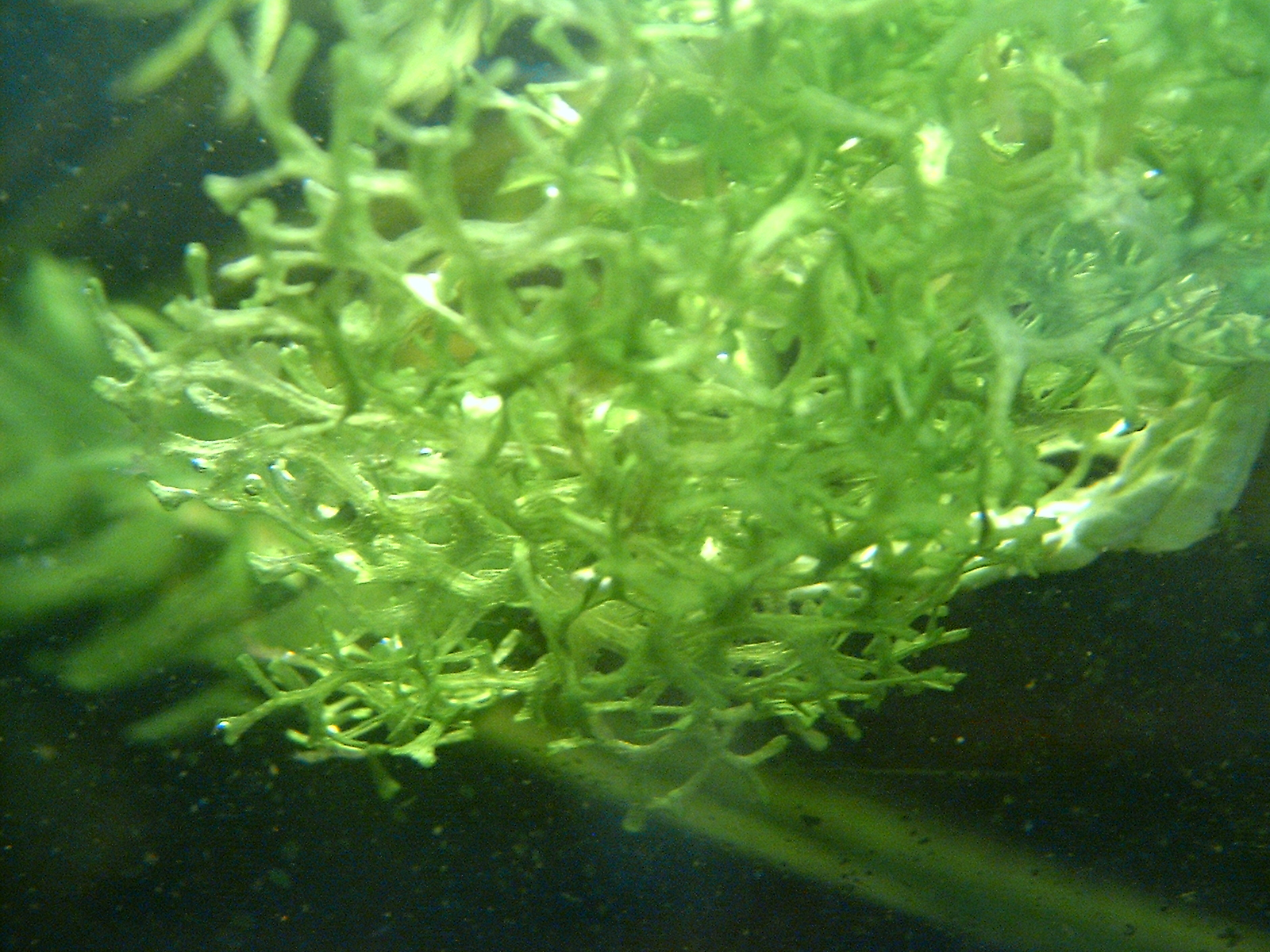
Wgłębka wodna

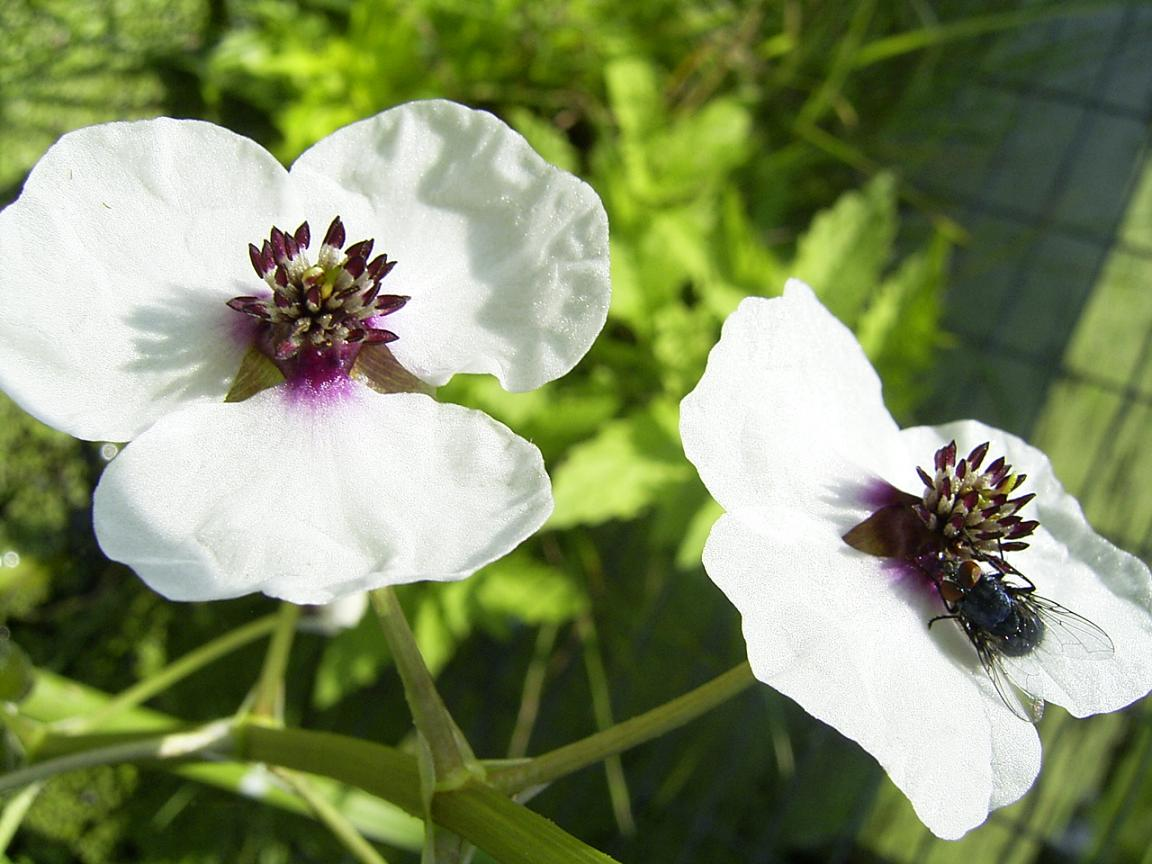
Strzałka wodna

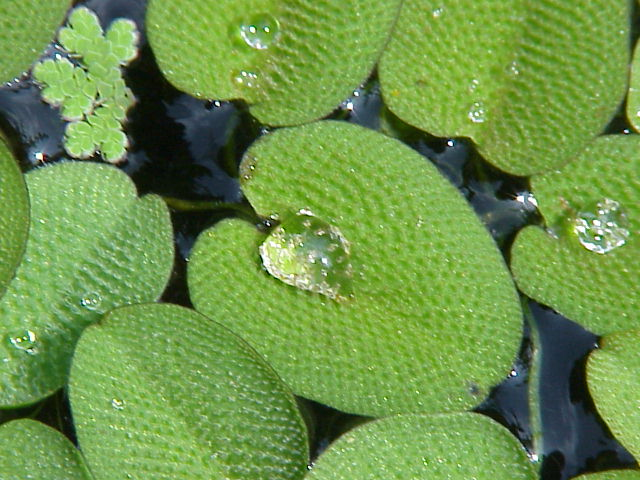
Salwinia pływająca

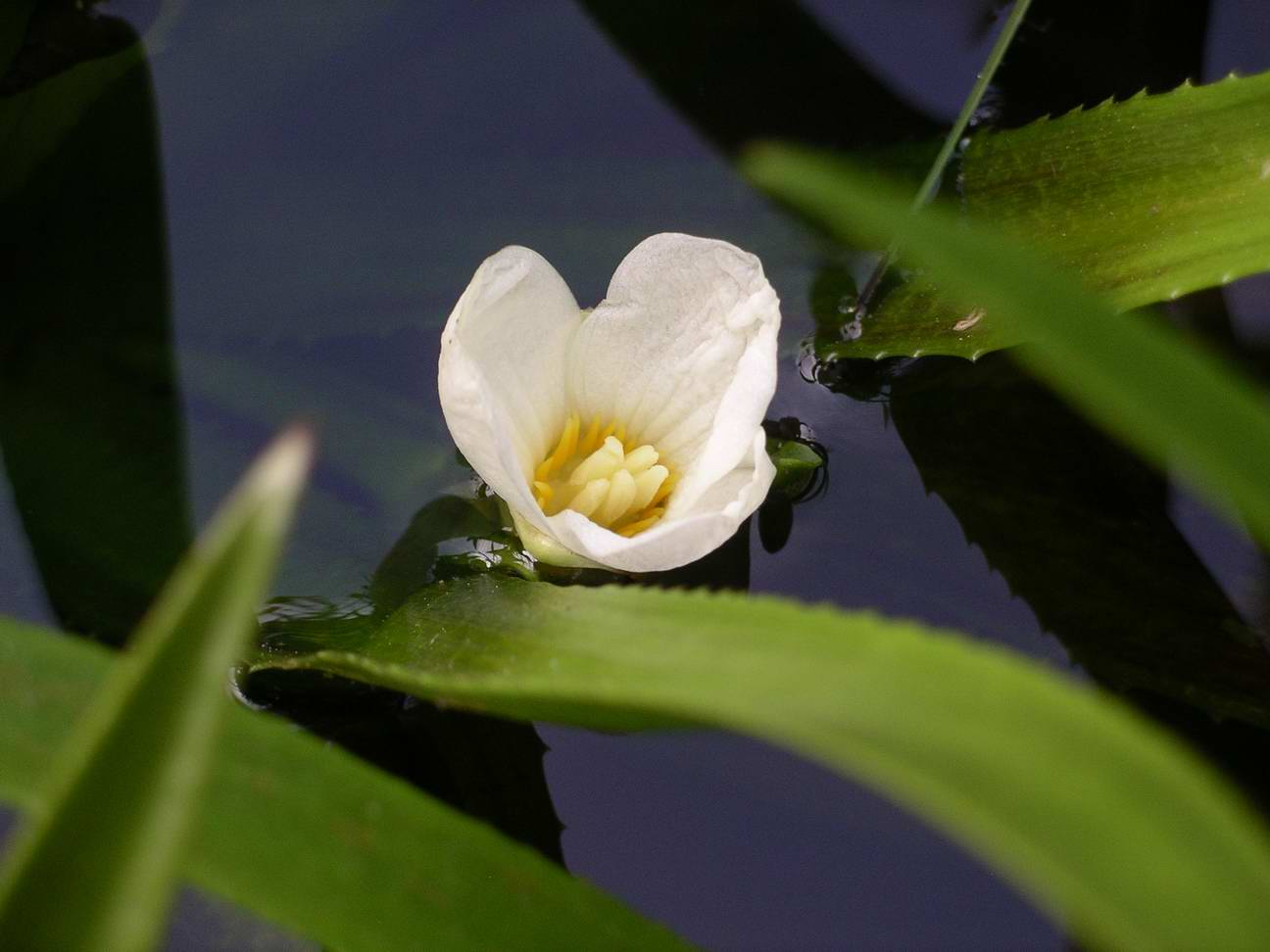
Osoka aloesowata

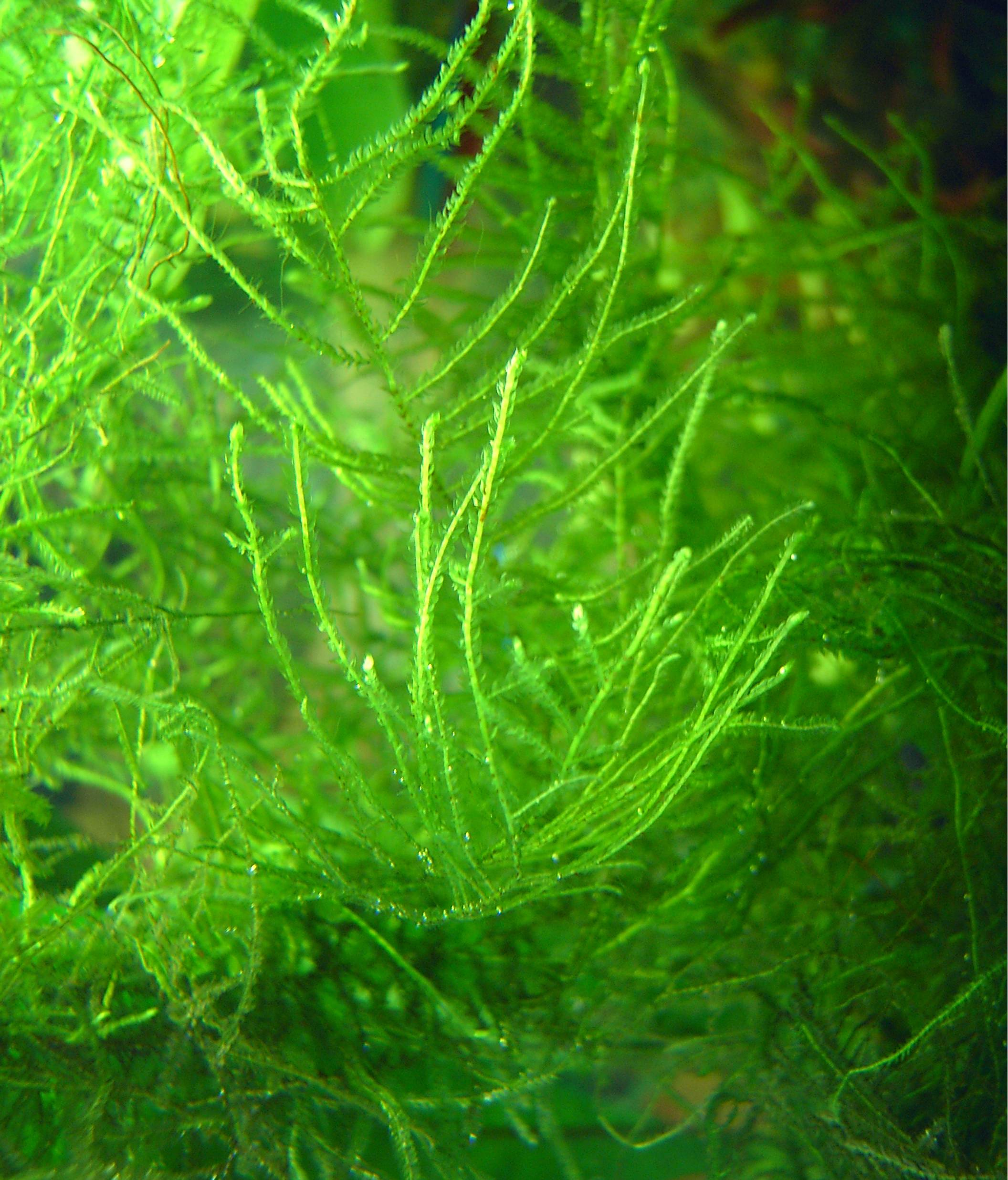
Mech jawajski

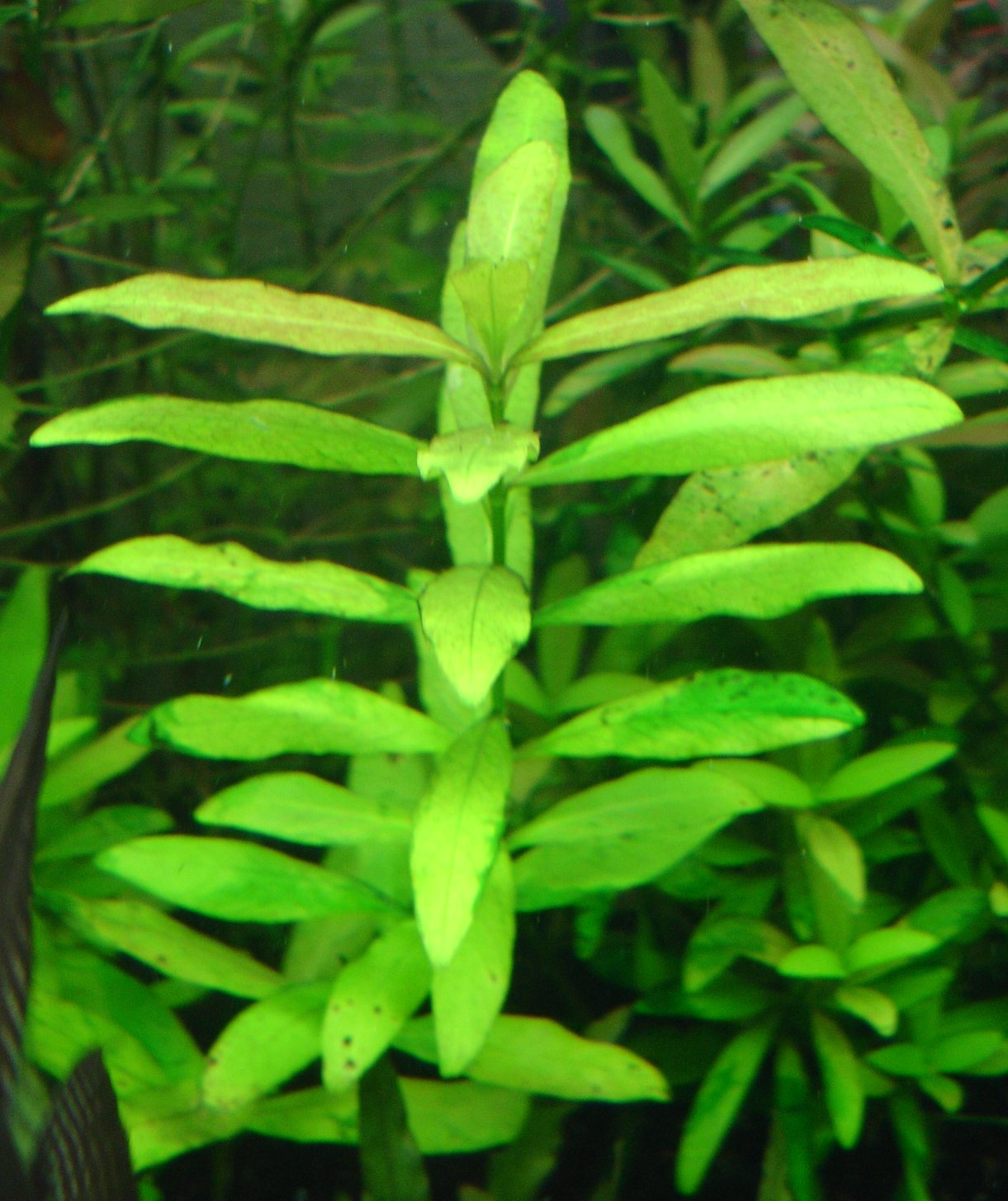
Hygrofila wielonasienna

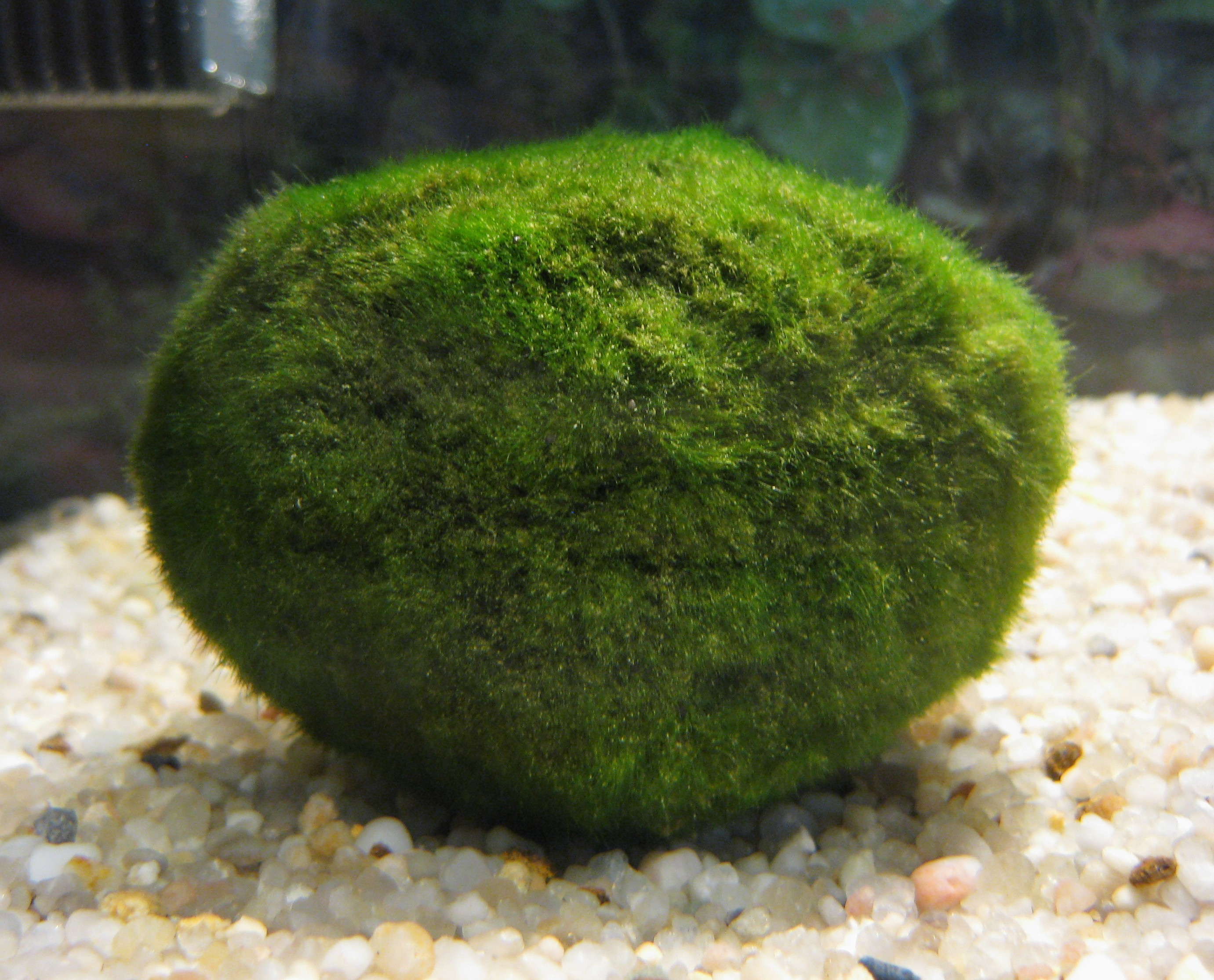
Gałęzatka kulista

Alfabetyczny wykaz naukowych nazw roślin akwariowych:

## A
- Acorus calamus – tatarak zwyczajny
- Acorus gramineus Soland – tatarak japoński
A. gramineus Soland var. pusillus (Sieb.) Engl. – tatarak japoński karłowaty
A. gramineus Soland 'Decoratus' – tatarak japoński odmiana ozdobna
- Acorus gramineus 'Giganteus' – tatarak trawiasty, odmiana olbrzymia
A. gramineus Soland 'Aureovariegatus' – tatarak trawiasty odmiana paskowana
- Aglaonema modestum
- Aglaonema simplex
- Alisma gramineum – żabieniec trawolistny
- Alternanthera bettzichiana
- Alternanthera lilacina
- Alternanthera philoxeroides
- Alternanthera reineckii – alternantera Reineckego (liczne odmiany barwne)
- Alternanthera sessilis – alternantera bezszypułkowa
- Ammannia gracilis – amania wysmukła
- Ammannia latifolia
- Ammania senegalensis – amania senegalska
- Anubias afzelii – anubias Afzela
- Anubias barteri – anubias Bartera
A. barteri var. barteri
A. barteri var. angustifolia – anubias Baktera wąskolistny[potrzebny przypis]
A. barteri var. caladifolia – anubias Bartera kaladiolistny[potrzebny przypis]
A. barteri var. glabra – anubias karłowaty
A. barteri var. nana – anubias niski
- Anubias gigantea – anubias olbrzymi
- Anubias gilletti – anubias Giletta
- Anubias gracilis – anubias wysmukły
- Anubias hastifolia – anubias włóczniolistny
- Anubias heterophylla – anubias fałdolistny, anubias kongijski
- Aponogeton appendiculatus
- Aponogeton bernierianus – onowodek Berniera
- Aponogeton boivinianus – onowodek Boivina
- Aponogeton bullosus – onowodek pęcherzykowaty
- Aponogeton capuronii – onowodek Capurona
- Aponogeton crispus – onowodek kędzierzawy
- Aponogeton decartyi – onowodek Decaryego
- Aponogeton desertorum
- Aponogeton dioecus – onowodek rozdzielnopłciowy
- Aponogeton distachyos
- Aponogeton elongatus – onowodek australijski
A. elongatus var. latifolius  – onowodek australijski odmiana szerokolistna
A. elongatus var. longifolius – onowodek australijski odmiana długolistna
A. elongatus var. strigous Van Br. – onowodek australijski odmiana skąpolistna
- Aponogeton fenestralis
- Aponogeton henkelianus
- Aponogeton jakobsenii – onowodek Jacobsena
- Aponogeton junceus
- Aponogeton longiplumulosus – onowodek długozalążkowy
- Aponogeton loriae – onowodek mały
- Aponogeton madagascariensis – onowodek madagaskarski
- Aponogeton natans – onowodek pływający
- Aponogeton rigidifolius – onowodek kłączowy
- Aponogeton tenuispicatus
- Aponogeton ulvaceus – onowodek olbrzymi
- Aponogeton undulatus – onowodek pofałdowany
- Armoracia aquatica
- Azolla caroliniana
- Azolla filiculoides
- Azolla pinnata

## B
- Bacopa amplexicaulis – bakopa karolińska
- Bacopa australis
- Bacopa caroliniana
- Bacopa crenata
- Bacopa monnieri – bakopa drobnolistna, bakopa Monniera
- Bacopa myriophylloides
- Bacopa rotundifolia
- Baldellia ranunculoides – żabienica jaskrowata
- Barclaya longifolia – barklaja długolistna
- Barclaya motleyi
- Batrachium aquatile – włosienicznik wodny
- Blyxa aubertii
- Blyxa echinosperma
- Blyxa japonica
- Blyxa novoguineensis
- Blyxa octandra
- Bolbitis heteroclita
- Bolbitis heudelotii – bolbitis Heudelota

## C
- Cabomba aquatica – kabomba wodna
- Cabomba caroliniana – kabomba karolińska
- Cabomba furcata
- Cabomba palaeformis
- Cabomba piauhyensis
- Caldesia parnassifolia – kaldezja dziewięciornikowata
- Calla palustris – czermień błotna
- Callitriche hamulata – rzęśl hakowata
- Callitriche autumnalis – rzęśl jesienna
- Callitriche verna – rzęśl wiosenna
- Callitriche stagnalis – rzęśl wielkoowockowa
- Cardamine lyrata – rzeżucha lirowata
- Cardamine rotundifolia
- Ceratophyllum demersum – rogatek sztywny
- Ceratophyllum submersum - rogatek krótkoszyjkowy
- Ceratopteris cornuta – różdżyca pospolita
- Ceratopteris pteridoides
- Ceratopteris thalictroides – różdżyca rutewkowata
- Cladophora aegagropila - gałęzatka kulista
- Crassula aquatica – uwroć wodna
- Crassula helmsii
- Crinum calamistratum – krynia rzemieniolistna
- Crinum natans – krynia pływająca
- Crinum purpurascens
- Crinum thaianum – krynia tajlandzka
- Cryptocoryne affinis – zwartka malajska
- Cryptocoryne alba
- Cryptocoryne albida – zwartka biała
- Cryptocoryne aponogetifolia – zwartka aponogetonolistna
- Cryptocoryne auriculata
- Cryptocoryne axelrodii
- Cryptocoryne balansae
- Cryptocoryne beckettii – zwartka Becketta
- Cryptocoryne blassii
- Cryptocoryne bogneri
- Cryptocoryne bullosa
- Cryptocoryne ciliata – zwartka orzęsiona
- Cryptocoryne cognata
- Cryptocoryne cordata
- Cryptocoryne crispatula
- Cryptocoryne cruddasiana
- Cryptocoryne diderici
- Cryptocoryne elliptica
- Cryptocoryne ferruginea
- Cryptocoryne fusca
- Cryptocoryne grabowskii
- Cryptocoryne gracilis
- Cryptocoryne griffithii
- Cryptocoryne huegelii
- Cryptocoryne legroi
- Cryptocoryne longicauda
- Cryptocoryne lucens
- Cryptocoryne lutea
- Cryptocoryne minima
- Cryptocoryne moehlmannii
- Cryptocoryne nevillii
- Cryptocoryne nurii
- Cryptocoryne parva
- Cryptocoryne petchii
- Cryptocoryne pontederiifolia
- Cryptocoryne purpurea
- Cryptocoryne retrospiralis
- Cryptocoryne siamensis
- Cryptocoryne spiralis
- Cryptocoryne thwaitesii
- Cryptocoryne tonkinensis
- Cryptocoryne undulata – zwartka falistolistna
- Cryptocoryne usteriana
- Cryptocoryne venemae
- Cryptocoryne versteegii
- Cryptocoryne walkeri
- Cryptocoryne wendtii – zwartka Wendta
- Cryptocoryne x willisii – zwartka Willisa
- Cryptocoryne zewaldae
- Cryptocoryne zonata
- Cryptocoryne zukalii
- Cyperus alternifolius – cibora zmienna
- Cyperus helferi
- Cyperus papyrus – cibora papirusowa

## D
- Damasonium alisma
- Didiplis diandra

## E
- Echinodorus africanatus
- Echinodorus amazonicus
- Echinodorus andrieuxii
- Echinodorus angustifolius
- Echinodorus argentinensis
- Echinodorus aschersonianus
- Echinodorus barthii
- Echinodorus berteroi
- Echinodorus bleheri – żabienica Blehera
- Echinodorus bolivianus
- Echinodorus brevipedicellatus
- Echinodorus cordifolius – żabienica sercolistna
- Echinodorus fluitans
- Echinodorus grandiflorus
- Echinodorus horemanii
- Echinodorus horizontalis
- Echinodorus humilis
- Echinodorus latifolius
- Echinodorus longiscapus
- Echinodorus macrophyllus – żabienica wielkolistna
- Echinodorus martii – żabienica wielka
- Echinodorus major
- Echinodorus opacus
- Echinodorus osiris
- Echinodorus 'Ozelot'
- Echinodorus palaefolius
- Echinodorus paniculatus
- Echinodorus parviflorus – żabienica drobnokwiatowa
- Echinodorus pelliscidus
- Echinodorus quadricostatus – żabienica czterożebrowa
- Echinodorus radicans
- Echinodorus rigidifolius
- Echinodorus 'Rubin'
- Echinodorus rubra
- Echinodorus schlueteri
- Echinodorus subalatus
- Echinodorus tenellus – żabienica delikatna
- Echinodorus tunicatus
- Echinodorus uruguayensis
- Egeria densa – moczarka argentyńska
- Egeria naias
- Eichhornia crassipes – Eichornia gruboogonkowa, hiacynt wodny
- Eichhornia diversifolia
- Elatine hydropiper – nadwodnik naprzeciwlistny
- Elatine macropoda
- Eleocharis acicularis – ponikło igłowate
- Eleocharis dulcis - ponikło słodkie
- Eleocharis minima
- Eleocharis obtusa
- Eleocharis parvula – ponikło maleńkie
- Eleocharis vivipare
- Elodea canadensis – moczarka kanadyjska
- Elodea nuttallii
- Eusteralis stellata

## F
- Fittonia argyroneura
- Fontinalis antipyretica

## G
- Glossadelphus zollingeri
- Glossostigma diandrum
- Glossostigma elatinoides
- Gymnocoronis spilanthoides

## H
- Hemianthus callitrichoides
- Hemianthus micranthemoides
- Heteranthera dubia
- Heteranthera reniformis
- Heteranthera zosterifolia – heterantera paskowana[potrzebny przypis]
- Hippuris vulgaris – przęstka pospolita
- Hottonia inflata
- Hottonia palustris – okrężnica bagienna
- Hydrilla verticillata – przesiąkra okółkowa
- Hydrocharis morsus-ranae – żabiściek pływający
- Hydrocleis nymphoides
- Hydrocotyle leucocephala – wąkrota białogłowa
- Hydrocotyle sibthorpioides
- Hydrocotyle verticillata
- Hydrocotyle vulgaris – wąkrota zwyczajna
- Hydrothrix gardneri
- Hydrotriche hottoniiflora
- Hygrophila augustifolia
- Hygrophila corymbosa – nadwódka dębolistna
H.corymbosa crispa
H.corymbosa glabra
H.corymbosa gracilis
H.corymbosa siamensis
H.corymbosa strigosa
- Hygrophila difformis – nadwódka trójkwiatowa
- Hygrophila guianensis
- Hygrophila lacustris
- Hygrophila lancea
- Hygrophila natalis
- Hygrophila polysperma – nadwódka wielonasienna
- Hygrophila salicifolia
- Hygrophila stricta
- Hygroryza aristata

## I
- Isoetes lacustris – poryblin jeziorny
- Isoetes malinverniana
- Isoetes velata
- Isolepis setacea – sitniczka szczecinowata

## J
- Juncus repens

## L
- Lagarosiphon madagascariensis
- Lagarosiphon major
- Lagenandra insignis
- Lagenandra koenigii
- Lagenandra lancifolia
- Lagenandra nairii
- Lagenandra ovata
- Lagenandra thwaitesii
- Lemna gibba – rzęsa garbata
- Lemna minor – rzęsa drobna
- Lemna paucicostata
- Lemna perpusilla
- Lemna trisulca – rzęsa trójrowkowa
- Lilaeopsis brasiliensis
- Lilaeopsis carolinensis
- Lilaeopsis macloviana
- Lilaeopsis mauritiana
- Lilaeopsis novae zelandiae
- Lilaeopsis ruthiana
- Limnobium laevigatum – limnobium rozłogowe
- Limnobium spongia
- Limnocharis flava
- Limnophila aquatica – limnofila wodna
- Limnophila aromatica
- Limnophila glabra
- Limnophila heterophylla
- Limnophila indica
- Limnophila sessiliflora – limnofila bezszypułkowa
- Lindernia crustacea
- Lindernia rotundifolia
- Littorella uniflora – brzeżyca jednokwiatowa
- Lobelia cardinalis – lobelia czerwona, stroiczka szkarłatna
- Lobelia dortmanna – lobelia jeziorna
- Ludwigia alternifolia
- Ludwigia arcuata
- Ludwigia glandulosa
- Ludwigia helminthorrhiza
- Ludwigia inclinata
L. inclinata var. verticellata 'Cuba'
- Ludwigia mullertii
- Ludwigia natans
- Ludwigia palustris – ludwigia błotna
- Ludwigia pulvinaris
- Ludwigia repens
- Luronium natans – elisma wodna
- Lycopodium inundatum – widłaczek torfowy
- Lysimachia nummularia – tojeść rozesłana

## M
- Marsilea crenata
- Marsilea drummondii
- Marsilea hirsuta
- Marsilea pubescens
- Marsilea quadrifolia – marsylia czterolistna
- Mayaca fluviatilis
- Mayaca vandellii
- Micranthemum umbrosum - mikrantemum okrągłolistne
- Microsorium pteropus – mikrozorium oskrzydlone, mikrozorium skrzydlate
- Monosolenium tenerum
- Myriophyllum alterniflorum – wywłócznik skrętoległy
- Myriophyllum aquaticum – wywłócznik brazylijski
- Myriophyllum elatinoides
- Myriophyllum heterophyllum
- Myriophyllum hippuroides
- Myriophyllum matogrossense
- Myriophyllum proserpinacoides
- Myriophyllum scabratum
- Myriophyllum spicatum – wywłócznik kłosowy
- Myriophyllum tuberculatum
- Myriophyllum ussuriense
- Myriophyllum verticillatum – wywłócznik okółkowy
- Myriophylumm oguraense

## N
- Najas graminea
- Najas guadelupensis
- Najas indica
- Najas marina – jezierza morska
- Najas minor – jezierza mniejsza
- Najas pectinata
- Nesaea crassicaulis
- Nitella capillaris
- Nitella flexilis
- Nitella gracilis
- Nomaphila siamensis
- Nomaphila stricta
- Nuphar advenum
- Nuphar japonica – grążel japoński
- Nuphar luteum – grążel żółty
- Nuphar pumilum – grążel drobny
- Nuphar sagittifolium
- Nymphaea alba – grzybienie białe
- Nymphaea lotus – grzybienie egipskie (w akwarystyce znane pod nazwą handlową jako "lotos tygrysi")
N. lotus var. rubra
- Nymphaea micrantha
- Nymphaea pubescens
- Nymphaea pygmea
- Nymphaea stellata
- Nymphaea zenkeri
- Nymphoides aquatica
- Nymphoides humboldtiana
- Nymphoides indica
- Nymphoides peltata – grzybieńczyk wodny

## 0
- Orontium aquaticum
- Ottelia alismoides
- Ottelia mesenterum
- Ottelia ulvifolia

## P
- Phyllanthus fluitans
- Pilularia americana
- Pilularia globulifera - gałuszka kulecznica
- Pistia stratiotes – pistia rozetkowa
- Pogostemon helferi
- Pogostemon stellatus
- Pontederia cordata
- Potamogeton coloratus – rdestnica zabarwiona
- Potamogeton crispus – rdestnica kędzierzawa
- Potamogeton densus
- Potamogeton filiformis – rdestnica nitkowata
- Potamogeton gayi
- Potamogeton gramineus – rdestnica trawiasta
- Potamogeton lucens – rdestnica połyskująca
- Potamogeton malaianus
- Potamogeton natans – rdestnica pływająca
- Potamogeton perfoliatus – rdestnica przeszyta
- Proserpinaca palustris

## R
- Ranunculus limosella
- Regnellidium diphyllum
- Riccia fluitans – wgłębka wodna
- Ricciocarpus natans
- Rorippa aquatica
- Rotala indica
- Rotala macrandra – rotala wspaniała
- Rotala rotundifolia – rotala okrągłolistna
- Rotala wallichii – rotala Wallicha
- Ruppia maritima

## S
- Sagittaria chapmani
- Sagittaria eatonii
- Sagittaria filiformis
- Sagittaria graminea
- Sagittaria guyanensis
- Sagittaria isoëtiformis
- Sagittaria latifolia
- Sagittaria microfila
- Sagittaria montevidensis
- Sagittaria natans
- Sagittaria papillosa
- Sagittaria platyphylla – strzałka szerokolistna
- Sagittaria pusilla
- Sagittaria sagittifolia – strzałka wodna
- Sagittaria subulata – strzałka pływająca
- Salvinia auriculata – salwinia uszkowata, salwinia brazylijska
- Salvinia cucullata – salwinia kukułkowata
- Salvinia minima – salwinia mała
- Salvinia natans – salwinia pływająca
- Salvinia oblongifolia – salwinia podłużna
- Salvinia rotundifolia – salwinia okrągłolistna
- Salvinia sprucei – salwinia Sprucea
- Samolus floribundus
- Samolus parviflorus
- Samolus valerandi – jarnik solankowy
- Saururus cernuus
- Shinnersia rivularis
- Spathiphyllum wallisii
- Spiranthes romanzoffiana
- Spirodela polyrhiza – spirodela wielokorzeniowa
- Stratiotes aloides – osoka aloesowata
- Subularia aquatica
- Synnema triflorum

## T
- Taxiphyllum barbieri
- Tonina fluviatilis
- Trapa natans – kotewka orzech wodny
- Triglochin maritima – świbka morska
- Triglochin palustre – świbka błotna
- Triglochin striata
- Typha angustifolia – pałka wąskolistna
- Typha latifolia – pałka szerokolistna

## U
- Utricularia gibba
- Utricularia graminifolia
- Utricularia minor – pływacz drobny
- Utricularia vulgaris – pływacz zwyczajny

## V
- Vallisneria americana – nurzaniec amerykański, nurzaniec olbrzymi)
- Vallisneria asiatica
V. asiatica var. biwaensis
- Vallisneria neotropicalis
- Vallisneria rubra
- Vallisneria spiralis – nurzaniec śrubowy
- Vallisneria tortifolia
- Vallisneria tortissima
- Vesicularia dubyana – mech jawajski

## W
- Wolffia arrhiza – wolfia bezkorzeniowa
- Wolffia microscopica
- Wolffiella floridana

## Z
- Zannichellia palustris – zamętnica błotna